# Feriados no México
No México, os feriados estão previstos em âmbito nacional, estadual e municipal. Esses feriados são comemorados em todo o país. Além disso, cada cidade, estado e/ou região pode ter seus próprios feriados.

## Feriados
| Dia                                                  | Nome local                              | Nome em português                      |
| ---------------------------------------------------- | --------------------------------------- | -------------------------------------- |
| 1 de janeiro                                         | Año Nuevo                               | Ano Novo                               |
| 5 de fevereiro (primeira segunda-feira de fevereiro) | Aniversario de la Constitución Mexicana | Aniversario da Constituição Mexicana   |
| 21 de março (terceira segunda-feira de março)        | Natalicio de Benito Juárez              | Nascimento de Benito Juárez            |
| 1 de maio                                            | Día del Trabajo                         | Dia do Trabalho                        |
| 16 de setembro                                       | Día de la Independencia                 | Dia da Independência                   |
| 20 de novembro (terceira segunda-feira de novembro)  | Aniversario de la Revolución Mexicana   | Aniversário da Revolução Mexicana      |
| 1 de dezembro (a cada 6 anos)                        | Transmisión del Poder Ejecutivo Federal | Transmissão do Poder Executivo Federal |
| 25 de dezembro                                       | Navidad                                 | Natal                                  |